# Megan Prescott
Megan Prescott (Southgate (Londen), 4 juni 1991), is een Britse actrice. Ze speelt de rol van Katie Fitch in het Britse tienerdrama Skins.

## Filmografie
| Jaar      | Film           | Rol                       | Opmerkingen                            |
| --------- | -------------- | ------------------------- | -------------------------------------- |
| 2008      | Doctors        | Charlotte "Cookie" Wilcox | Aflevering: "Dare, Double Dare, Truth" |
| 2009–2010 | Skins          | Katie Fitch               |                                        |
| 2012      | Silent Witness | Gemma McAteer             | Aflevering: "Domestic"                 |